# Twinsäge

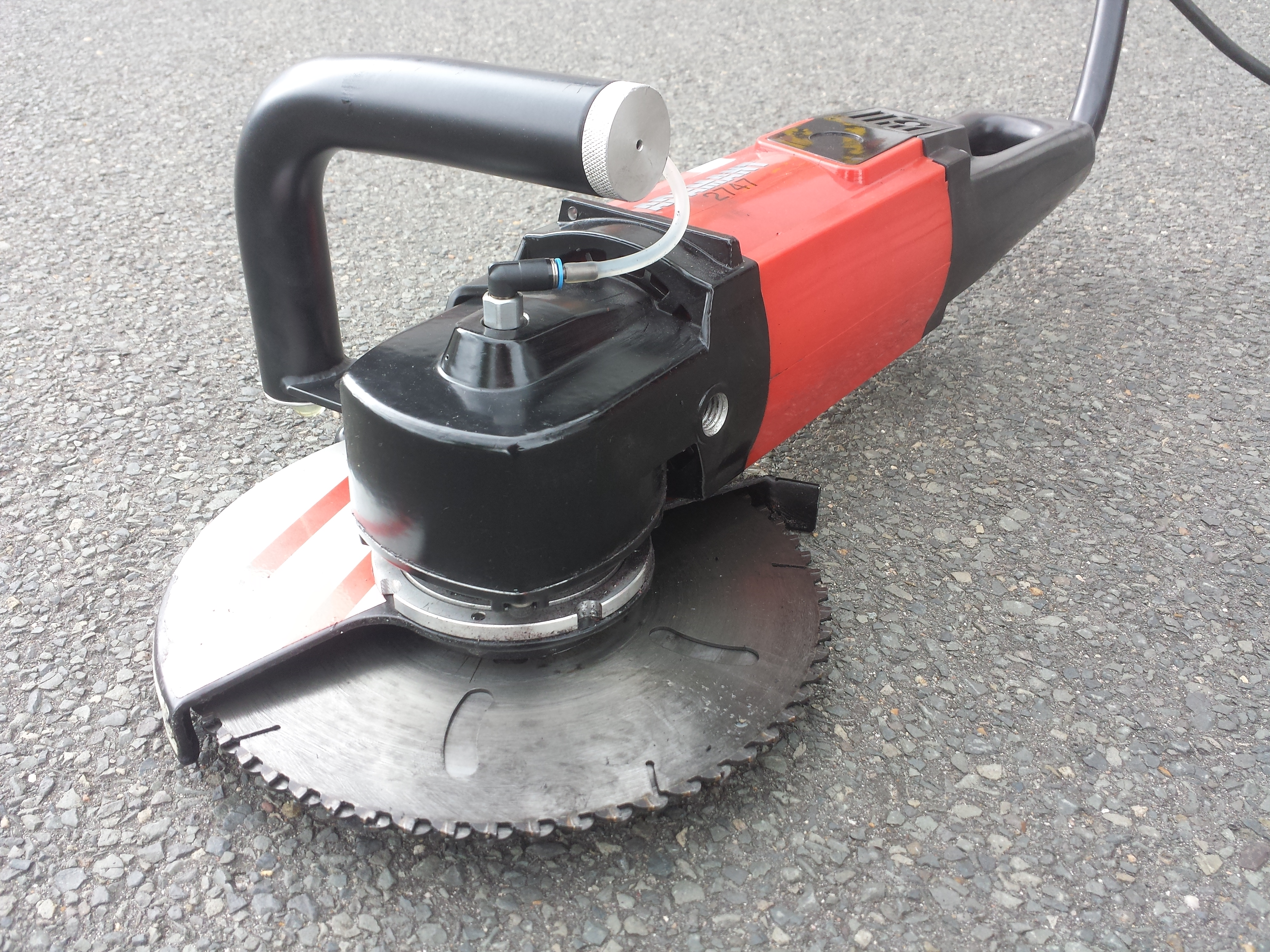
Twinsäge

Die Twinsäge (auch Twinsaw) ist eine Bauform der Kreissäge, bei welcher sich zwei hartmetallbestückte Sägeblätter mit geringem Abstand gegenläufig drehen. Dies bewirkt, dass sich die Schnittkräfte der beiden Sägeblätter ausgleichen und nicht vom Bediener abgefangen werden müssen. Um die Reibung der Sägeblätter zu verringern, wird der Zwischenraum der beiden Blätter mit Maschinenöl benetzt.  Einsatzziel und die Materialien, die geschnitten werden können, ähneln denen von Rettungskettensägen. Die Säge schneidet verschiedene Materialien, wie zum Beispiel Metalle, Glas, Holz, Kunststoffe und Papier. Die Twinsaw ist sowohl mit Elektroantrieb, als auch mit Verbrennungsmotor erhältlich. Die Twinsäge ist vorwiegend ein Ausrüstungsgegenstand von Feuerwehren oder des Technischen Hilfswerks.